# Conseil Hassan II 2
Monarchie constitutionnelle
Conseil Hassan II 1 Conseil Hassan II 3
Le deuxième gouvernement Hassan II est le septième gouvernement du royaume du Maroc depuis son indépendance en 1955. Il est dirigé par le roi Hassan II. Le gouvernement est formé le 2 juin 1961 et remplace le premier gouvernement de Hassan II. Il est dissous le 5 janvier 1963 et est remplacé par le troisième gouvernement de Hassan II.

## Composition
| Portefeuille                                                                                        | Ministre                                 |
| --------------------------------------------------------------------------------------------------- | ---------------------------------------- |
| Président du Conseil Ministre des Affaires étrangères                                               | Hassan II                                |
| Ministre d'État chargé des Affaires de la Mauritanie et du Sahara marocain                          | Fal Ould Oumeir                          |
| Ministre d'État chargé des Affaires islamiques                                                      | Allal El Fassi                           |
| Ministre d'État                                                                                     | Mohamed Belhassan El Ouazzani            |
| Ministre d'État chargé de l'Éducation nationale                                                     | Mohamed Rachid Mouline                   |
| Ministre d'État chargé des Affaires africaines                                                      | Abdelkrim Al Khatib                      |
| Ministre de l'Intérieur et de l'Agriculture                                                         | Ahmed Réda Guédira                       |
| Ministre de la Justice                                                                              | M’hamed Boucetta                         |
| Ministre de l'Économie nationale et des Finances                                                    | Mohamed Douiri                           |
| Ministre de la Défense nationale                                                                    | Mahjoubi Aherdane                        |
| Ministre délégué chargé de l'Emploi et des Affaires sociales                                        | Abdelkader Benjelloun                    |
| Ministre des Travaux publics                                                                        | Mohamed Benhima                          |
| Ministre de l'Information, du Tourisme et des Beaux Arts                                            | Moulay Ahmed Alaoui                      |
| Ministre du Commerce, de l'Industrie moderne, des Mines, de l'Artisanat et de la Marine marchande   | Ahmed Joundi                             |
| Ministre de la Santé publique                                                                       | Youssef Belabbès                         |
| Ministre des PTT                                                                                    | Mohamed Benabdeslam El Fassi El Halfaoui |
| Ministre de la Fonction publique et de la réforme administrative Secrétaire général du gouvernement |                                          |

## Remaniement
-M’faddal Cherkaoui est nommé Secrétaire d’État à l’Intérieur,
-Ahmed Osman est nommé Secrétaire d’État auprès du ministre du Commerce, de l’Industrie moderne, de l’Artisanat, des Mines et de la Marine marchande chargé de l’Industrie moderne et des Mines, 
-Mohamed Benhima est nommé ministre du Commerce, de l’Industrie moderne, de l’Artisanat, des Mines et de la Marine marchande (18 septembre 1962),  
-Driss Slaoui est nommé ministre des Travaux publics (18 septembre 1962), 
-Youssef Belabbès est nommé ministre de l’Education nationale, (18 octobre 1962),
-Abdelkrim Al Khatib, ministre chargé des Affaires africaines est nommé également ministre de la Santé publique (18 octobre 1962), 
-Moulay Ahmed Alaoui est nommé ministre du Tourisme, de l’Artisanat et des Beaux Arts (1er novembre 1962),
-Abdelhadi Boutaleb est nommé secrétaire d’État à l’Information (1er novembre 1962), 
-Mohamed Belhassan El Ouazzani, ministre d’État, est déchargé de ses fonctions.